# Rhytiphora sannio
Rhytiphora sannio là một loài bọ cánh cứng trong họ Cerambycidae.